# جيمس أرمسترونغ (سياسي)
جيمس أرمسترونغ (بالإنجليزية: James Armstrong) هو قاضي وسياسي أمريكي، ولد في 29 أغسطس 1748 في الولايات المتحدة، وتوفي في 6 مايو 1828. حزبياً، نشط في Pro-Administration Party (United States) ‏. وقد انتخب عضو مجلس النواب الأمريكي.